# Cartaxo
Cartaxo é uma cidade portuguesa sede do Município do Cartaxo, no Distrito de Santarém, com 10 680 habitantes (2021).
Desde 2023 que está integrada na região estatística (NUTS II) do Oeste e Vale do Tejo e na sub-região estatística (NUTS III) da Lezíria do Tejo; continua, no entanto, a fazer parte do território sob tutela da Comissão de Coordenação e Desenvolvimento Regional de Lisboa e Vale do Tejo, que manteve a designação da antiga CCDR com o mesmo nome. Pertence à província do Ribatejo, hoje sem significado político-administrativo, mas constante nos discursos de auto e hetero-identificação cultural. Com 148 hab./km² é a cidade com maior densidade populacional da região estatística. Dista 65 km de Lisboa e 13 km de Santarém.
O Município do Cartaxo tem 158,17 km² de área e 23 187 habitantes (2021), subdividido em 6 freguesias. O município é limitado a norte pelo município de Santarém, a leste por Almeirim, a sueste por Salvaterra de Magos e a oeste pela Azambuja.

## Etimologia
Conta a lenda que, a Rainha Santa Isabel, em busca de paz de espírito e contacto com Deus, passou por onde hoje é a cidade, pelas terras do "barrio", onde terá repousado e saciado a sua sede, num local onde encontrou sombra e uma fonte. Estando em repouso, deparou-se com um bonito chilreio que ecoava pelos ares em seu redor, tendo observado melhor terá reparado que para além de cantarem de forma linda, estas criaturas voadoras eram também em si lindos, formosos e galantes. A rainha, tendo avistado uns camponeses que se dirigiam para ali, indagou-lhes que pássaros eram aqueles. Os camponeses responderam-lhe, dizendo que eram cartaxos. A rainha agradeceu-lhes e perguntou-lhes que lugar era aquele, ao que eles responderam que era o Lugar da Fonte. Então, a rainha disse para que todos lhe pudessem ouvir: "Pela Graça de Deus, pelo poder que me foi atribuído, que este Lugar da Fonte se passe a chamar de agora em diante Lugar de Cartaxo, e que seja assim para toda a eternidade, e que todas as gentes saibam, e assim se faça de acordo com as leis dos homens sob a presença de meu marido o muy nobre el-rey Dom Dinis e de acordo com as regras de Deus Nosso Senhor Todo-o-Poderoso, que ordena sobre o Céu e sobre a Terra…". Tendo dito isto, partiu, prosseguindo o seu caminho em direção ao Lugar de Almoster, demandando na sua peregrinação o mosteiro aí existente, o Mosteiro de Almoster.

## História

### Da cidade
A existência da povoação do Cartaxo será sem dúvida bem remota. A proximidade de Santarém, cujas muralhas foram bem disputadas entre muçulmanos e cristãos, e as devastadoras incursões sobre as populações vizinhas atingiram decerto o Cartaxo.
D. Sancho II chamou-lhe "fogo morto" e pensou repovoar o lugar do "Cartaxo" e o vizinho Cartaxinho (atual Ribeira do Cartaxo), pelo que concedeu esta sua terra reguengueira a Pedro Pacheco, ficando este obrigado a construir ali uma albergaria para os pobres. Nem Pedro Pacheco nem os seus descendentes cumpriram tal obrigação. Mais tarde, os moradores do lugar pediram a D. Dinis que lhes desse uma carta de povoamento. D. Dinis satisfez o pedido e concedeu carta de foral a 20 homens e seus sucessores para que eles fizessem ali "pobra" no seu "lugar do Cartaxo". Ficaram obrigados a dar ao rei, em cada ano, a oitava parte do pão, do vinho e do linho, "estando o pão na eira, o vinho no lagar e o linho no tendal"; e dos "monte maninhos" que cultivassem, só passados 3 anos, ou 5 anos se fossem vinhas, é que lhes exigiria o pagamento do foro. O mesmo se aplicaria a todos os futuros povoadores do lugar. Obrigavam-se todos, também, a fazer boas casas e bons currais "bem larguos". Os abusos ou crimes contra alguém eram punidos com 6000 soldos e pagamento a dobrar do prejuízo causado. Este foral foi depois confirmado por D. João I a 27 de Julho de 1387, e por D. Manuel I em 4 de Novembro de 1496.
Um dos problemas dos moradores prendia-se com os abusos das "Justiças de Santarém". Alguns documentos fazem alusão ao facto, assim como aos reparos régios. Assim o demonstra, por exemplo, uma carta datada de Almeirim, de 6 de Janeiro de 1458, na qual D. Afonso V atende às reclamações dos cartaxenses contra as prepotências de Gonçalo Galvão, juiz da vila de Santarém.
O crescente aumento populacional e o progresso da lavoura encorajavam a reivindicação de isenção face à jurisdição de Santarém. Só em 1815, por alvará dado no Rio de Janeiro, a 10 de Dezembro desse ano, D. João VI concede ao Cartaxo (então "Cartacho"), a independência administrativa e eleva-a à categoria de vila, "(que) terá por termo além do seu antigo Desctrito, os lugares de Vallada e Porto de Muge, e as Freguesias de Valle da Pinta, Pontével, Ereira e Lapa…". Foi elevada a cidade a 21 de Junho de 1995.

### Do Município
O território do Município do Cartaxo foi, em todas as épocas, um ponto de passagem para o interior do país, quer por via fluvial (Rio Tejo), quer por via terrestre. Uma via romana, que partia de Olisipo (Lisboa) e passava por Jerábriga (Alenquer), seguindo para Escálabis (Santarém), atravessava o território do município ou certamente, muito próximo. Antes dos romanos, outras civilizações se fixaram na região: Castros de Vila Nova de São Pedro (Eneolítico), Vale do Tejo, nas regiões de Muge (vestígios do Paleolítico e do Mesolítico; os concheiros de Muge tiveram vida ativa entre 7500 e 500 a.C.). Os vestígios materiais, até hoje detectados, datam da Idade Média, embora na Lapa exista a Gruta da Lapa que poderá ser anterior.
A importância histórica do município, pode ainda ser confirmada por outros factos, nomeadamente, a Batalha de Ourique que está provavelmente ligada a Vila Chã de Ourique (1139), a concessão de forais a Pontével pelo rei D. Sancho I (1194), e ao Cartaxo por D. Dinis (1312) e ainda a existência de Paços Reais em Valada (1361-1365). Noutros aspectos, também o município ganha preponderância, pois já em finais do século XIX, em virtude das inovações tecnológicas introduzidas, torna-se o centro de produção vinícola mais característico do Vale do Tejo, sendo já famosos os seus vinhos, quer em Portugal quer no estrangeiro.
O município nos seus primeiros tempos era constituído pelas freguesias de Vale da Pinta, Valada, Pontével, Ereira e Lapa e Cartaxo, sendo esta então formada pela povoação do mesmo nome, por Casal do Ouro, Beijoca e Ribeira, antigamente chamada Cartaxinho. Já no século XX foram criadas as seguintes freguesias:
- 8 de agosto de 1921 - A freguesia da Lapa por desanexação da Ereira.
- 29 de janeiro de 1927 - A freguesia de Vila Chã de Ourique, cuja sede se chamou primeiro Casal do Ouro, por desanexação do Cartaxo.
- 23 de maio de 1988 - A freguesia de Vale da Pedra por desanexação de Pontével.

## Freguesias
O município do Cartaxo era inicialmente composto por cinco freguesias: Cartaxo, Vale da Pinta, Valada, Pontével e Ereira-Lapa. No século XX, foram criadas mais três freguesias: Lapa, por desanexação de Ereira (1921), Vila Chã de Ourique (1927) e Vale da Pedra, por desanexação de Pontével (1987). Desde 2013, a divisão administrativa do município é a indicada na tabela abaixo.
| Freguesia               | População | Área      | Mapa                               |
| ----------------------- | --------- | --------- | ---------------------------------- |
| Cartaxo e Vale da Pinta | 12 665    | 28,23 km² | Freguesias do município do Cartaxo |
| Ereira e Lapa           | 1 836     | 12,62 km² | Freguesias do município do Cartaxo |
| Pontével                | 4 614     | 27,84 km² | Freguesias do município do Cartaxo |
| Valada                  | 821       | 42,17 km² | Freguesias do município do Cartaxo |
| Vale da Pedra           | 1 755     | 14,1 km²  | Freguesias do município do Cartaxo |
| Vila Chã de Ourique     | 2 771     | 33,22 km² | Freguesias do município do Cartaxo |

## População
| Número de habitantes ★                   | Número de habitantes ★ | Número de habitantes ★ | Número de habitantes ★ | Número de habitantes ★ | Número de habitantes ★ | Número de habitantes ★ | Número de habitantes ★ | Número de habitantes ★ | Número de habitantes ★ | Número de habitantes ★ | Número de habitantes ★ | Número de habitantes ★ | Número de habitantes ★ | Número de habitantes ★ | Número de habitantes ★ |
| ---------------------------------------- | ---------------------- | ---------------------- | ---------------------- | ---------------------- | ---------------------- | ---------------------- | ---------------------- | ---------------------- | ---------------------- | ---------------------- | ---------------------- | ---------------------- | ---------------------- | ---------------------- | ---------------------- |
| 1864                                     | 1878                   | 1890                   | 1900                   | 1911                   | 1920                   | 1930                   | 1940                   | 1950                   | 1960                   | 1970                   | 1981                   | 1991                   | 2001                   | 2011                   | 2021                   |
| 10 004                                   | 11 107                 | 13 158                 | 14 373                 | 15 829                 | 16 627                 | 18 270                 | 18 432                 | 19 448                 | 19 939                 | 18 860                 | 22 581                 | 22 268                 | 23 389                 | 24 462                 | 23 186                 |
| Número de habitantes por grupo etário ★★ |                        |                        |                        |                        |                        |                        |                        |                        |                        |                        |                        |                        |                        |                        |                        |
|                                          |                        |                        | 1900                   | 1911                   | 1920                   | 1930                   | 1940                   | 1950                   | 1960                   | 1970                   | 1981                   | 1991                   | 2001                   | 2011                   | 2021                   |
| 0-14 Anos                                | 0-14 Anos              | 0-14 Anos              | 4757                   | 4716                   | 4763                   | 5057                   | 4576                   | 4386                   | 4481                   | 4175                   | 5139                   | 3495                   | 3306                   | 3597                   | 2917                   |
| 15-24 Anos                               | 15-24 Anos             | 15-24 Anos             | 2664                   | 3205                   | 2940                   | 3206                   | 3191                   | 3183                   | 2841                   | 2575                   | 3165                   | 3326                   | 3111                   | 2394                   | 2369                   |
| 25-64 Anos                               | 25-64 Anos             | 25-64 Anos             | 6204                   | 7092                   | 8004                   | 8585                   | 8959                   | 9940                   | 10299                  | 9790                   | 11339                  | 11379                  | 12702                  | 13378                  | 12042                  |
| = ou > 65 Anos                           | = ou > 65 Anos         | = ou > 65 Anos         | 844                    | 960                    | 1083                   | 1446                   | 1564                   | 1839                   | 2318                   | 2320                   | 2938                   | 3618                   | 4270                   | 5093                   | 5858                   |

★ Número de habitantes "residentes", ou seja, que tinham a residência oficial neste município à data em que os censos  se realizaram.
★★ De 1900 a 1950 os dados referem-se à população "de facto", ou seja, que estava presente no município à data em que os censos se realizaram. Daí que se registem algumas diferenças relativamente à designada população residente
A população no município do Cartaxo tem evoluído progressivamente aos longo dos anos. Em 1991, a população concelhia tinha uma população de 22 268 habitantes, contrapondo os 23 338 habitantes em 2001. Por zona geográfica, a freguesia do Cartaxo contava, em 2001, com o maior número de habitantes, com 10 092, seguida das freguesias de Pontével (4 424 habitantes) e de Vila Chã de Ourique (2 942 habitantes). Apesar do aumento da população, apenas as freguesias do Cartaxo, Vale da Pinta e Vale da Pedra, registaram aumentos populacionais entre 1991 e 2001. Por sexo, a população masculina é de 11 931 habitantes, enquanto que a população do sexo feminino tem 11 407 habitantes. Em consonância com a população residente, segundo dados de 2001, existiam 8 983 famílias, 11 201 alojamentos, e 8 991 edifícios no município.
O município figura entre os 40 municípios com melhor qualidade de vida do país. Um dos fatores que contribuem para essa qualidade de vida, é a taxa de desemprego mais baixa do país nos índividuos do sexo feminino, que era de 47,1% em 2006.

## Política
O município do Cartaxo é administrado por uma Câmara Municipal, composta por um Presidente, um Vice-Presidente e cinco vereadores, quatro dos quais sem pelouro. Existe uma Assembleia Municipal, que é o órgão deliberativo do município, constituída por 27 elementos, dos quais 6 são presidentes de junta de freguesia e os restantes eleitos directamente pelos munícipes. Na sequência das eleições autárquicas de 2021, a composição dos órgãos autárquicos traduz-se na tabela abaixo:
| Órgão                | Partido Social Democrata | Partido Socialista | CHEGA | Coligação Democrática Unitária | Bloco de Esquerda |
| Câmara Municipal     | 4                        | 3                  | 0     | 0                              | 0                 |
| Assembleia Municipal | 10                       | 7                  | 2     | 1                              | 1                 |

### Eleições autárquicas[17]
| Data | %     | V     | %             | V             | %       | V       | %      | V      | %              | V          | %              | V       | %              | V   | %              | V   | %   | V   | %  | V  | %  | V  | Participação |                |
| Data | PS    | PS    | FEPU/APU/ CDU | FEPU/APU/ CDU | PPD/PSD | PPD/PSD | CDS-PP | CDS-PP | PCTP/ MRPP     | PCTP/ MRPP | UDP/ BE        | UDP/ BE | AD             | AD  | PRD            | PRD | IND | IND | NC | NC | CH | CH | Participação |                |
| ---- | ----- | ----- | ------------- | ------------- | ------- | ------- | ------ | ------ | -------------- | ---------- | -------------- | ------- | -------------- | --- | -------------- | --- | --- | --- | -- | -- | -- | -- | ------------ | -------------- |
| Data | 1976  | 49,98 | 4             | 23,16         | 2       | 11,61   | 1      | 8,42   | -              | 1,87       | -              |         |                |     |                |     |     |     |    |    |    |    |              | 65,45 / 100,00 |
| 1979 | 48,89 | 4     | 25,66         | 2             | 16,95   | 1       | 3,22   | -      |                |            | 2,15           | -       | 70,88 / 100,00 |     |                |     |     |     |    |    |    |    |              |                |
| 1982 | 58,96 | 5     | 20,18         | 1             | AD      | AD      | AD     | AD     | 1,33           | -          | 16,48          | 1       | 71,90 / 100,00 |     |                |     |     |     |    |    |    |    |              |                |
| 1985 | 40,34 | 3     | 16,28         | 1             | 17,79   | 1       |        |        | 1,50           | -          |                |         | 21,43          | 2   | 62,46 / 100,00 |     |     |     |    |    |    |    |              |                |
| 1989 | 37,90 | 3     | 21,69         | 2             | 27,05   | 2       |        |        | 9,58           | -          | 61,77 / 100,00 |         |                |     |                |     |     |     |    |    |    |    |              |                |
| 1993 | 51,27 | 4     | 16,82         | 1             | 27,94   | 2       |        |        | 64,83 / 100,00 |            |                |         |                |     |                |     |     |     |    |    |    |    |              |                |
| 1997 | 63,43 | 6     | 10,48         | -             | 20,22   | 1       | 2,12   | -      | 59,38 / 100,00 |            |                |         |                |     |                |     |     |     |    |    |    |    |              |                |
| 2001 | 56,63 | 5     | 9,23          | -             | 26,52   | 2       | 3,22   | -      | 56,79 / 100,00 |            |                |         |                |     |                |     |     |     |    |    |    |    |              |                |
| 2005 | 55,66 | 4     | 11,47         | 1             | 23,47   | 2       | 1,21   | -      | 3,72           | -          | 57,90 / 100,00 |         |                |     |                |     |     |     |    |    |    |    |              |                |
| 2009 | 47,00 | 4     | 12,36         | 1             | 28,90   | 2       |        |        | 7,35           | -          | 55,44 / 100,00 |         |                |     |                |     |     |     |    |    |    |    |              |                |
| 2013 | 36,42 | 3     | 9,09          | -             | 19,49   | 2       | 1,04   | -      | 2,76           | -          | 24,86          | 2       | 54,33 / 100,00 |     |                |     |     |     |    |    |    |    |              |                |
| 2017 | 52,48 | 5     | 9,74          | -             | 27,73   | 2       |        |        | 4,23           | -          |                |         | PSD            | PSD | 51,67 / 100,00 |     |     |     |    |    |    |    |              |                |
| 2021 | 29,03 | 3     | 7,18          | -             | 46,58   | 4       | 4,37   | -      |                |            | 8,64           | -       | 52,49 / 100,00 |     |                |     |     |     |    |    |    |    |              |                |

### Eleições legislativas
| Data | %     | %     | %     | %     | %     | %     | %        | %     | %     | %     | %    | %   | %       | % | %  | %  |  |
| Data | PS    | PCP   | PSD   | CDS   | UDP   | AD    | APU/ CDU | FRS   | PRD   | PSN   | BE   | PAN | PSD CDS | L | CH | IL |  |
| ---- | ----- | ----- | ----- | ----- | ----- | ----- | -------- | ----- | ----- | ----- | ---- | --- | ------- | - | -- | -- |  |
| Data | 1976  | 48,68 | 18,87 | 12,67 | 6,82  | 1,43  |          |       |       |       |      |     |         |   |    |    |  |
| 1979 | 38,92 | APU   | AD    | AD    | 2,32  | 25,69 | 25,07    |       |       |       |      |     |         |   |    |    |  |
| 1980 | FRS   | APU   | AD    | AD    | 1,43  | 25,36 | 21,60    | 43,67 |       |       |      |     |         |   |    |    |  |
| 1983 | 50,70 | APU   | 14,70 | 4,62  | 1,26  |       | 22,93    |       |       |       |      |     |         |   |    |    |  |
| 1985 | 20,40 | APU   | 17,87 | 3,36  | 1,28  | 18,69 | 33,30    |       |       |       |      |     |         |   |    |    |  |
| 1987 | 25,17 | CDU   | 36,56 | 2,12  | 1,14  | 14,06 | 14,82    |       |       |       |      |     |         |   |    |    |  |
| 1991 | 35,24 | CDU   | 40,94 | 2,12  |       | 11,20 | 1,75     | 2,50  |       |       |      |     |         |   |    |    |  |
| 1995 | 54,06 | CDU   | 21,83 | 8,55  | 0,78  | 10,58 |          | 0,21  |       |       |      |     |         |   |    |    |  |
| 1999 | 53,51 | CDU   | 21,56 | 7,34  |       | 11,34 | 0,21     | 1,98  |       |       |      |     |         |   |    |    |  |
| 2002 | 45,48 | CDU   | 29,89 | 7,96  | 9,11  |       | 3,17     |       |       |       |      |     |         |   |    |    |  |
| 2005 | 53,09 | CDU   | 18,76 | 5,12  | 9,78  | 7,78  |          |       |       |       |      |     |         |   |    |    |  |
| 2009 | 38,47 | CDU   | 20,78 | 9,67  | 10,15 | 13,46 |          |       |       |       |      |     |         |   |    |    |  |
| 2011 | 29,53 | CDU   | 30,89 | 11,78 | 10,31 | 6,62  | 1,40     |       |       |       |      |     |         |   |    |    |  |
| 2015 | 38,31 | CDU   | CDS   | PSD   | 11,15 | 13,35 | 1,62     | 26,22 | 0,75  |       |      |     |         |   |    |    |  |
| 2019 | 40,02 | CDU   | 18,98 | 3,03  | 8,55  | 11,56 | 3,57     |       | 1,37  | 2,51  | 0,93 |     |         |   |    |    |  |
| 2022 | 44,96 | CDU   | 22,48 | 1,23  | 5,35  | 5,16  | 1,72     | 1,09  | 10,73 | 4,19  |      |     |         |   |    |    |  |
| 2024 | 30,07 | CDU   | AD    | AD    | 23,22 | 4,14  | 5,03     | 2,12  | 3,20  | 23,89 | 3,61 |     |         |   |    |    |  |

## Geografia

### Hidrografia
A parte do município correspondente à peneplanície é percorrida por numerosos pequenos cursos de água, a maioria de carácter temporário, que afluem ao chamado "canal de Azambuja" (paralelo ao Tejo). O rio Tejo percorre o município em cerca de 12 km, extensão esta frequentemente invadida pelas suas águas, aumentadas pela grande quantidade de transporte de carregos derivados do cultivo da vinha em solos de peneplanície erosináveis (sem quaisquer medidas de proteção). A freguesia de Valada, a mais atingida pelas cheias, encontra-se "protegida" por um dique secular, o dique de Valada, longitudinal e insubmersível, com cerca de 23 km, que se estende desde o dique das Ómnias até à Casa Branca. Apesar de tudo, este dique permite que os campos de Valada sejam "os que apresentam melhor aspecto entre todos os campos do Ribatejo, com exceção dos da Lezíria Grande."

### Clima
Definido pelos valores correspondentes à estação da Fonte Boa (Vale de Santarém) e de Santarém, o clima do município do Cartaxo é de tipo temperado, com uma temperature média anual do ar na ordem dos 16,5 °C, moderado (amplitudes térmicas anuais de 12,9 a 13,6 °C), moderadamente chuvoso (precipitação média anual de 766 mm). Predominam os ventos do quadrante Norte/Noroeste de Março a Outubro, e Norte/Este de Novembro a Fevereiro, com velocidades médias relativamente moderadas. Do quadrante Sul dominam os de Sul/Oeste, com velocidades médias mais elevadas de Março a Maio.

## Economia
Segundo a última carta geográfica, os 15 828 ha que formavam a área do município apresentavam a seguinte distribuição: 11 892 ha para cultura agrícola, 2 475 ha de área florestal e 1 461 ha ocupados com a área social ou inculta. Ainda de acordo com o R.G.A. de 1989, existiam no município 1955 explorações agrícolas, ocupando uma superfície agrícola útil de 8 696 ha, distribuídos do seguinte modo: culturas permanentes 76,8% e culturas temporárias 23,2%. No âmbito das culturas permanentes, a vinha ocupava uma área de cerca de 40%, tendo uma expressão preponderante, quer no contexto produtivo do concelho, quer da Região. De facto, de acordo com os dados de 1999, o município do Cartaxo é o segundo maior produtor de vinho da Lezíria do Tejo, com 149 299 hl e o maior produtor de vinho tinto, com 7 083 hl, o terceiro maior produtor de vinho branco, com 7 083 hl, bem como o maior produtor de vinho regional, com um total de 69 582 hl. A distribuição estrutural do sector era a seguinte:
- Produção vegetal - 84,5%
- Produção animal - 12,5%
- Produção florestal - 3,0%

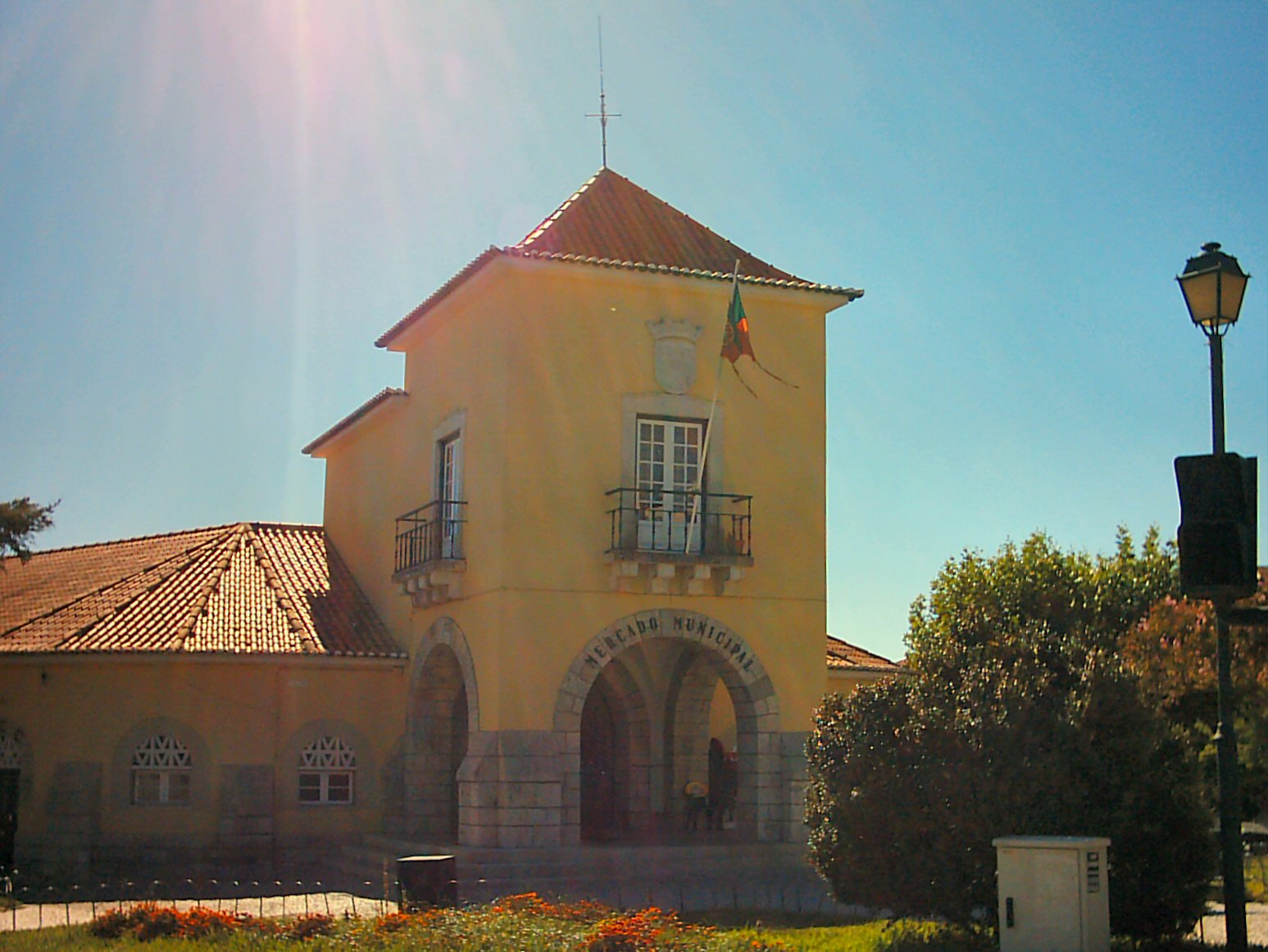
Mercado municipal

Quanto a produtos, para além da preponderância da atividade vitivinícola, ganham significado as produções de cereais, horto-industriais, hortícolas e frutos. No domínio da pecuária, existiam cerca de 36 300 efectivos, representando os suínos 84% daquele quantitativo. Na indústria, o município também se tem vindo a desenvolver. As suas empresas estão ligadas principalmente à agricultura, à pecuária e à cerâmica. A par do desenvolvimento constatado, está a ser construídas duas novas áreas de localização empresarial (ALE), que permitirão dinamizar o desenvolvimento empresarial do municípioo.
O comércio do Cartaxo é essencialmente tradicional, embora nos últimos anos tenha vindo a ser construídos novas superfícies comercias de grande dimensão, como hipermercados. A Rua Batalhoz é onde se concentra a maior parte do comércio tradicional da cidade.

## Infra-estruturas

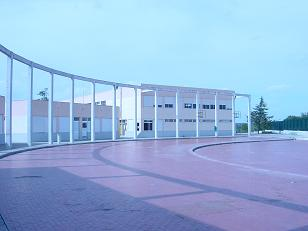
Pátio Vermelho da Escola Secundária do Cartaxo

Pelo seu estatuto de cidade, o Cartaxo possui várias infra-estruturas do interesse público. Das primeiras infra-estruturas que o município conheceu, estão as escolas primárias, todas elas construídas e inauguradas no período do Estado Novo, facto que pode ser constatado nos seus traços arquitectónicos. Ainda durante este período, foi erguida a Escola Secundária, na década de 1970. Devido ao crescente número de população estudantil, foi mandada construir uma Escola Básica 2.º e 3.º ciclos, em Pontével, concluída na década de 1990. Todas elas funcionam atualmente, sendo que nestas duas últimas, funcionam Cursos Profissionais e Cursos de Educação e Formação. A rede escolar do município está a sofrer alterações de modernização e organização. A 16 de Setembro de 2.013 foi inaugurada a Escola Básica dos 2º e 3º Ciclos Marcelino Mesquita no Cartaxo para substituir a antiga Escola do 1º e 2º Ciclo José Tagarro e colmatar as necessidades a que a Escola Secundária não conseguia atender.
Na saúde, o Cartaxo é servido por um Centro de Saúde, que veio a substituir o anterior hospital, e que atualmente está a funcionar como lar de idosos. O município possui ainda uma Unidade de Saúde Familiar, em Pontével, e cinco Postos Médicos, nas restantes freguesias. Na proteção civil, o município possui bombeiros municipais, um quartel da Guarda Nacional Republicana e um posto da Polícia de Segurança Pública, todos sedeados na cidade do Cartaxo.
Em termos culturais, o Cartaxo possui um moderno Centro Cultural, inaugurado em 2005, que oferece um vasto leque de espetáculos, desde teatro, dança, música, cinema, entre outros. O Ateneu Artístico Cartaxense também promove atividades do âmbito cultural, apresentando uma exposição de uma coleção de miniaturas artesanais. No desporto, o Cartaxo possui um Estádio Municipal, de construção recente, vocacionado para a realização de espectáculos desportivos ao mais alto nível permitindo, simultaneamente, o desenvolvimento de atividades na vertente de lazer, recreação, formação e competição. A par destas, cada freguesia tem o seu centro cultural, social e/ou recreativo, bem como infra-estruturas de lazer.
O município é atravessado por quatro estradas nacionais: a EN 3, entre Santarém e o Carregado, EN 3-2, entre Cruz do Campo e Valada, EN 3-3, entre Cartaxo e Reguengo de Valada, e EN 114-2, entre Almoster e Setil. O município possui ainda uma ligação rápida entre a cidade e a A1. Nas vias fluviais, o município possui o Rio Tejo, que passa por Valada, onde existe uma praia fluvial.
No transporte rodoviário, o município possui várias paragens de autocarro e um terminal na cidade, a cargo da Rodoviária do Tejo. Outro serviço prestado à população é o TUC, Trasporte Urbano do Cartaxo, que serve a cidade e lugares em redor da mesma. No transporte ferroviário, o município é servido por três apeadeiros na Linha do Norte: Reguengo, Setil e Santana.

## Cultura
O município está inserido na Região de Turismo do Ribatejo.

### Património e locais de interesse

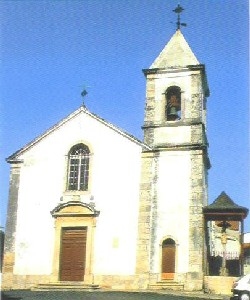
Igreja Matriz de São João Baptista

Destaca-se do património da cidade a Igreja Matriz de São João Baptista. Uma lápide na frontaria desta, lembra a data da sua consagração, em 31 de Agosto de 1522, por D. Ambrósio Pereira Brandão, bispo de Ressiona. No interior, existe uma ampla nave única. O tecto, de madeira, desdobra-se em três planos. As paredes da capela nova são revestidas com silhares de azulejo do género azul e branco, figurados com cenas da vida de São João Baptista. O altar-mor tem talha dourada. Todo o conjunto data do século XVIII. Ao lado da igreja, existe um cruzeiro, o Cruzeiro do Senhor dos Aflitos coberto com alpendre de madeira do primeiro quartel do século XVI. Monumento Nacional, é composto por uma imagem do Senhor dos Aflitos crucificado, esculpido em pedra, obra de grande valor artístico, não só pela perfeição dos seus rendilhados, como pela nitidez das figuras que os ornatos são feitos de uma só pedra. Pertencente ao extinto Convento da Ordem de S. Francisco de onde veio, foi colocado em frente à Igreja Matriz, onde permaneceu até 1869, data em que foi transferido para o lado da já referida igreja e onde se mantém até aos dias de hoje.
Próximo da anterior, está situada a Capela do Senhor dos Passos. Apresenta um portal quinhentista, sobre o qual se encontra um brasão esquartelado de cujas armas se identificam as pertencentes aos Carvalhos e aos  Costas, entre os quatro apelidos representados. Era a capela do antigo Solar dos Sousa Lobatos, que serviu de quartel, em 1810, ao general Wellington. Do seu acervo, destacam-se dois painéis sobre madeira, de finais do século XVII.

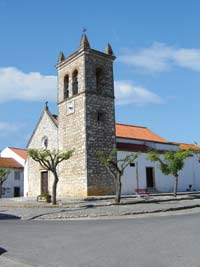
Igreja de Nossa Senhora da Purificação, em Pontével

Ainda na cidade, o Museu Rural e do Vinho apresenta documentos, máquinas e instrumentos das principais atividades agrícolas do município. O museu também dispõe ao visitante visitas guiadas, bem como prova e venda de vinhos. No centro da cidade, é possível usufruir de um aprazível jardim, a Praça 15 de Dezembro, onde se situa o edifício da Câmara Municipal, decorado com um painel de cerâmica de Querubim Lapa. Uma estátua de Leopoldo de Almeida, situada no centro do jardim, homenageia o dramaturgo Marcelino Mesquita. No Largo Vasco da Gama, encontra-se a Praça de Touros, inaugurada em 1874.
No município, existem também diversos locais de interesse, tais como: a Igreja de Nossa Senhora da Purificação de Pontével, datada do século XVII e situada em Pontével; a Igreja de Nossa Senhora do Desterro, datada do século XVI e situada em Pontével; o Poço de São Bartolomeu, situado em Vale da Pinta; e a Aldeia da Palhota, em Valada; e o Palácio dos Chavões, em Vila Chã de Ourique. Para além destes, o concelho possui diversas quintas, de interesse paisagístico e patrimonial, muitas delas ligadas à viticultura e à tauromaquia.

### Gastronomia
No município do Cartaxo podemos encontrar uma grande variedade de pratos tradicionais. O pão de trigo ou de milho, quando endurecia, era aproveitado para a confeção de variados pratos, conforme a imaginação desses tempos. Durante a semana, o almoço era geralmente composto por sardinhas assadas, bacalhau assado, migas, magusto, e havia quem comesse somente pão torrado, molhado em azeite. Ao jantar, variava-se um pouco mais, e comiam-se misturadas, sopas de grão e de feijão com castanhas ou abóbora, toucinho e chouriços. A carne de porco, galinha ou coelho, eram comidas que só entravam na dieta do povo aos domingos ou em dias de festa. Nas freguesias ribeirinhas, como Vale da Pedra e sobretudo Valada, dada a riqueza das águas do rio Tejo e da Vala Real, peixes como o sável, a fataça ou a enguia, entravam, também na "ementa" destas gentes.

### "Cartaxo, Capital do Vinho"

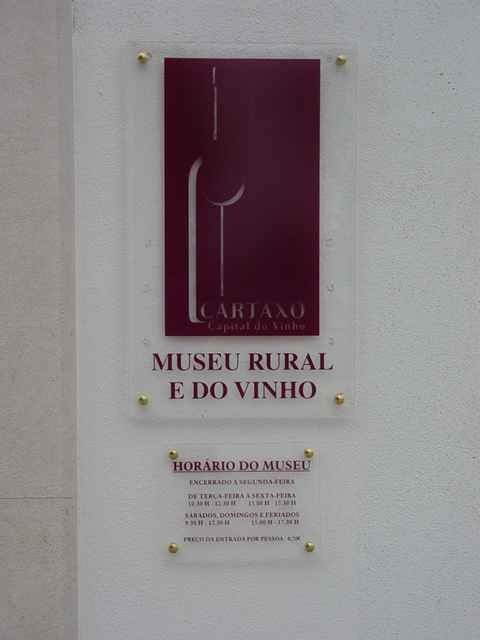
Logotipo do projecto "Cartaxo, Capital do Vinho"

O projecto "Cartaxo, Capital do Vinho" visa dinamizar o processo de aproveitamento e desenvolvimento de uma das grandes potencialidades do município: o vinho. Este projecto, apresenta o município como um pólo turístico. Os seus objectivos passam pelo incentivo e fortalecimento do turismo, criar uma imagem renovada do vinho do Cartaxo e divulgar a cultura regional. Relacionados com este projecto, estão o circuito da Rota do Vinho e a dinamização do Museu Rural e do Vinho.

### Festas e feiras
A Feira dos Santos realiza-se todos os anos a 1 de novembro. Antigamente as populações vizinhas vinham visitar o Cartaxo devido à feira. Atualmente, as atividades produtivas do município deram lugar ao certame de atividades económicas, como a ExpoCartaxo, realizado em parceria entre a Câmara Municipal e o CADEC (Centro de Apoio à Dinamização Empresarial do Cartaxo). A tradicional feira mantém-se, nos terrenos contíguos ao Pavilhão onde se realiza o certame.

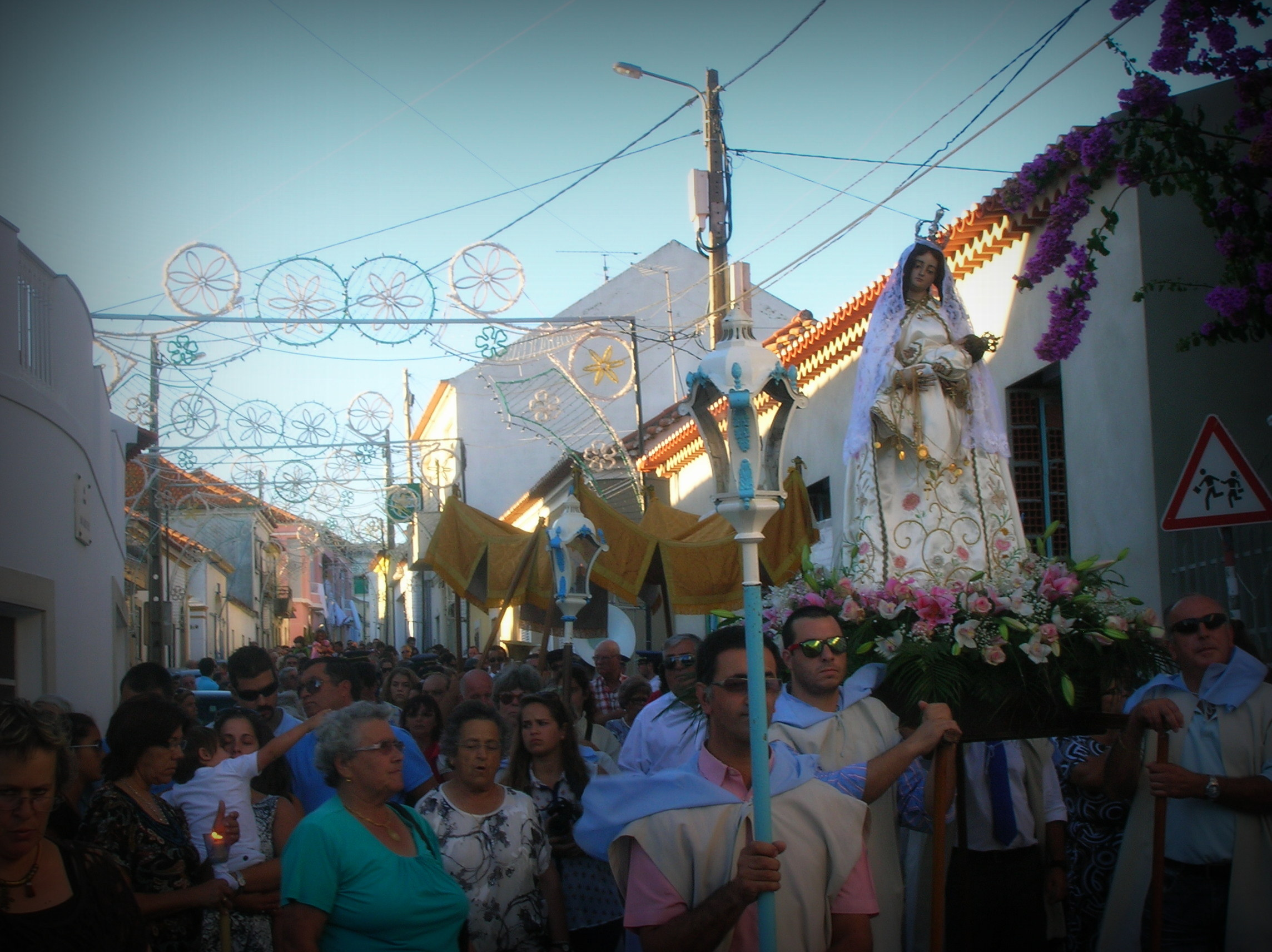
Solene procissão em honra de Nossa Senhora da Graça.

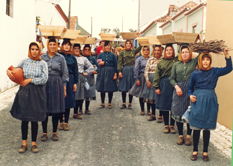
Cena da Festa dos Fazendeiros

Realizada a 1 de Maio, a Festa do Vinho há muito se tornou um local de reunião e diversão do povo do Cartaxo e da Região. Foi instituída em 1988, a festa inclui manifestações de âmbito cultural, relacionadas com a ligação do vinho à vida social dos cartaxenses. Destina-se essencialmente a sensibilizar as pessoas para a promoção da qualidade e a valorização dos vinhos do Cartaxo.
Cada freguesia tem as suas festas, sendo a principal em honra do santo de orago da freguesia. Destas festas, destaca-se a Festa dos Fazendeiros. É uma festa de cariz popular e etnográfico, instituída em 1956, por iniciativa de João da Silva Pimenta, integrando-a no extinto Centro de Recreio Popular de Pontével. A Festa dos Fazendeiros começou por ser uma festa de convívio entre agricultores e fazendeiros sobre a temática do seu dia-a-dia – a agricultura. Atualmente, é também uma festa em que participam coletividades da freguesia de Pontével, com desfiles e feiras tradicionais.

### Desporto
O desporto mais praticado no município é o futebol. Cada freguesia tem um clube de futebol que participa nos campeonatos da INATEL. A apoiar esses clubes, existem coletividades e espaços públicos, como campos de futebol e pavilhões polidesportivos, que asseguram o funcionamento dos clubes e das suas atividades. A obra mais recente nesta área, é o Estádio Municipal, vocacionado para a realização de espetáculos desportivos ao mais alto nível, permitindo, simultaneamente, o desenvolvimento de atividades na vertente de lazer, recreio, formação e competição.. Está situado no Complexo Desportivo da Quinta das Pratas, e já recebeu o Torneio Internacional do Vale do Tejo, competição que conta com a participação de seleções internacionais de sub-21. No mesmo complexo, existem as Piscinas Municipais e campos polidesportivos

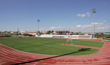
Estádio Municipal do Cartaxo

Para além destas competições, o Cartaxo também é palco do Grande Prémio de Atletismo Rui Silva, realizado desde 2000, que conta com a participação do atleta Rui Silva. Outro evento desportivo de grande importância, é o Quilómetro Lançado de Valada. Esta competição é a prova de velocidade automobilista do país, e teve a sua primeira edição em 1906, por iniciativa do Real Automóvel Club. No entanto, essa competição acabou ao fim de algumas edições, sendo recuperada cerca de 100 anos depois, em 2005, pela Câmara Municipal e pelo Automóvel Club de Portugal. A prova tem lugar na reta que liga Ponte do Reguengo e Valada, e consiste em chegar o mais rápido possível à meta. Os veículos participantes são anteriores a 1918.

### Associativismo
O associativismo, nas suas múltiplas expressões, e em especial as coletividades de cultura, desporto e recreio, constituem a realidade social e cultural do município. Para os cartaxenses, o associativismo constitui a única forma de acesso a atividades desportivas, culturais, recreativas, ou de ação social. Para além disso, é através do exercício do direito de associação por muitos cidadãos, que são asseguradas formas de participação cívica da maior relevância.
Pelas associações, é possível existirem grupos culturais, como de foclore e de danças e cantares, que permitem manter vivas as tradições do município. Para além destes, existem grupos de teatro, dança rítmica e de danças de salão, mas também grupos de comunicação social, como a Rádio Cartaxo, que tem o associativismo como meio de sustentabilidade económica e social.

### O Cartaxo na música
Deve-se a Luís Piçarra, tenor, uma das vozes mais celebres da canção e da rádio do seu tempo, na popularização vocal de temas cançonetistas sobre o Ribatejo, uma canção dedicada à cidade do Cartaxo. Denominada Fandango do Cartaxo é da autoria de Arlindo de Carvalho (músico) e foi gravada em LP. Amplamente difundida na época pela rádio, celebrizando a então vila do Cartaxo, acresceu-a de referências e de maior popularidade nacional. Com o tema central do fandando, como toppoi local, musicalmente funde o estilo ligeiro e o folclórico, filiando-se na estética fomentada pelo SNI, durante o Estado-Novo, na identificação dos Panoramas Lusitanos (lugares geograficamente determinados, característicos e típicos). É no seu género irmã de canções como Alcobaça ou Figueira da Foz.

### Expressão erudita
O Cartaxo não possui tradições ligadas à prática de espetáculos e concertos eruditos, assim como a expressão pública filiada neste gosto específico - concertos de orquestra ou ópera -, sendo que foram muito raros este tipo de eventos musicais. Da mesma forma, só muito tardiamente, já no século XX, o Cartaxo foi dotado de uma ampla sala de espetáculos, o Cine-Teatro (que apesar da excelência das suas infra-estruturas dedicou-se praticamente ao cinema), o qual deu lugar atualmente ao Centro Cultural do Cartaxo.
Ocasionalmente, de acordo com a programação desta casa, é possível ouvir algum concerto do género, sem uma regularidade específica. Ainda que no passado tenha sido difundida em excertos e suítes para banda filarmónica, proporcionou esta casa a primeira apresentação de que se tem conhecimento de uma ópera no Cartaxo: As Bodas de Fígaro (Le Nozze di Figaro), de Mozart.
Possuem o Cartaxo, Pontével e Vale da Pinta coros amadores, ligados às suas instituições filarmónicas, que incluem no seu repertório peças eruditas/clássicas.

### Expressão filarmónica
Por oposição às práticas musicais rurais preexistentes, a partir de meados do século XIX, através do movimento filarmónico fomentado nos reinados de D. Maria II e D. Luís I, organizaram-se de bandas de música, assegurando o ciclo vital anual e o entretenimento da vida local - festas religiosas, mundanas, cívicas ou bailes.
Conta atualmente o município com cinco bandas filarmónicas distribuídas pelas freguesias do Cartaxo, Ereira, Lapa, Pontével e Vale da Pinta, surgidas pela seguinte ordem:
- 1850 - Sociedade Filarmónica Cartaxense;
- 1880 - Grémio Artístico Cartaxense, hoje, Ateneu Artístico Cartaxense - sem atividade musical reconhecida, ligado sobretudo à ginástica e desporto e ao entretenimento lúdico social - bailes e matinés;
- 1904 - Sociedade Filarmónica Incrível Pontevelense, com atividade reconhecida desde 1887;
- 1909 - Associação Filarmónica União Lapense;
- 1920 (Janeiro) - Sociedade Filarmónica Ereirense;
- 1920 (Outubro) - Sociedade Euterpe de Vale da Pinta, hoje, Sociedade Cultural e Recreativa de Vale da Pinta (1977), com atividade reconhecida desde 1886;

É possível encontrarem-se práticas anteriores a estas formações em tunas musicais ou agrupamentos efémeros locais, que, na reunião de músicos dispersos (antigos militares, por exemplo), tocando instrumentos de cordas e sopros, tinham por base o repertório musical da moda escutado nos teatros e coretos de Lisboa - ópera e opereta. A estabilização destes grupos, como no caso da tuna de Vale da Pinta, com base no recrutamento de elementos locais, deram por fim origem aos grupos exclusivamente de sopros e traje único uniformizado (de inspiração militar), tal como hoje os conhecemos.
Muitas destas sociedades, tendo vivido a maior parte da sua existência em estruturas precárias, de carácter improvisado, adegas ou casebres, apenas com a disposição local de um coreto como lugar de atuação, atualmente, com largo desafogo e estruturas de raiz centradas num auditório, desenvolvem, conforme o ponto anterior, atividades musicais e não-musicais mais alargadas relacionadas com a cultura, desporto, entretenimento e gastronomia - concertos, encontros de bandas e coros, grupos instrumentais diversos, piano, prática coral e vocal, ballet, dança de salão, karaté, entre outros, assim como ponto de encontro, leitura de jornais ou revistas, visionamento de televisão e serviços de bar e restauração.
Nos anos 70 e 80, do século XX, no apogeu deste movimento, organizaram-se com largo sucesso diversos encontros de bandas do município, enquanto festival e celebração musical filarmónica cívica.

### Escolas de música
Ao serviço das sociedades filarmónicas, as mesmas, por músicos experientes ou pelos seus maestros/regentes musicais, promovem gratuitamente o ensino do solfejo musical e de instrumentos de sopro assegurando a vitalidade das bandas de música.
Paralelamente verificou-se desde longa data o ensino particular nomeadamente de piano, por individualidades, enquanto prática musical elitista.
Posteriormente, verificou-se no Cartaxo, na sociedade filarmónica, o ensino particular e privado de piano, guitarra clássica e canto.
Mais recentemente, surgiu a Escola de Música do Cartaxo, com funcionamento na rua Batalhoz, oferecendo o ensino particular e privado da música sem os compromissos ou contextos filarmónicos.

### Expressão clubística - bailes e discotecas
Em consequência da implementação das referidas sociedades fomentou-se a reunião social através de bailes privados à admissão dos sócios, no sentido estrito que advém das condições cublísticas inerentes a cada uma das instituições, e a público pagante, animados por agrupamentos locais derivados das bandas, grupos por vezes denominados jazz, mas que na realidade nada se relacionavam com o género musical especifico, conjuntos ou grupos musicais contratados ou música gravada. Cada uma delas fomentava na sua freguesia bailes cíclicos anuais - carnaval, pinha ou réveillon - e as matinés dançantes aos domingos.
Em 1981 surgiu no Cartaxo o clube noturno ou discoteca Horta da Fonte privilegiando na reunião social o serviço de bar, a música ao vivo - como constou da apresentação de Whiegfield, Samantha Fox, Os Lunáticos ou Gabriel o Pensador - e a dança de música gravada por DJ's, com funcionamento noturno ao sábado e matinés juvenis ao domingo. Por extensão, num conceito mais contido, portanto sem dança, apareceu o bar Dona Horta, Coice de Mula, com música ambiente e ao vivo.
No sucesso que constou este empreendimento, na inexistência de qualquer atividade semelhante no Ribatejo, surgiram imitando o conceito a discoteca Lipp's, no Sítio dos Sousas, em Vale da Pinta; ou Vai de Rastos, na periferia do Cartaxo. Da mesma forma, passando música ambiente ou ao vivo, apareceram os bares Oásis Bar, Quo Vádis, Bar Clássico, A Cave ou Carlos Bar no centro do Cartaxo.
O impacto que esta atividade teve na zona, decapando posteriormente a sensibilidade à atividade noturna em cidades vizinhas, atingindo o seu apogeu nos anos 90 do século XX, atraiu pessoas de proveniências inesperadas e afastadas, denominando popularmente o Cartaxo, ainda que sem casinos, hotéis ou shows performativos, como Las Vegas do Ribatejo.
Hoje, tal como no princípio, subsiste a apenas a discoteca Horta da Fonte.

### Geminações

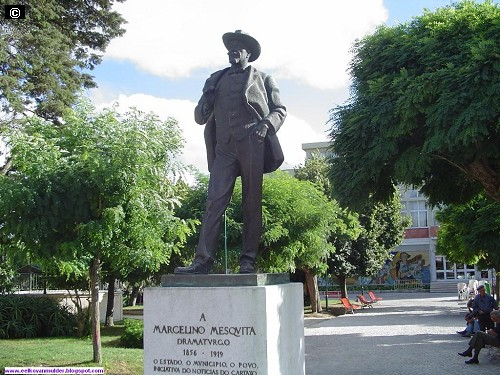
Estátua de Marcelino Mesquita

O Cartaxo possui cinco cidades-irmãs. São elas:
- Brava, Brava, Cabo Verde (23 de Julho de 1994).
- Puciosa, Dâmboviţa, Roménia (9 de Maio de 1998).
- Słupsk, Pomerânia, Polónia (25 de Setembro de 2007).
- Penglai, China (21 de Setembro de 2010).
- Bento Gonçalves, Rio Grande do Sul, Brasil (30 de Agosto de 2012).

### Cartaxenses ilustres
- Alfredo Baptista Rodrigues, ciclismo, motociclismo, automobilismo e motonáutica, (1929-2002)
- Alfredo Trindade, ciclista (1908 - 1977).
- António Montez, ator (1941 - 2014).
- Augusto Rossini Marques, encenador, ator (1907-1987)
- Cosme Delgado, compositor (c. 1530 - 1596).
- Duarte Fernandes (atleta, n 2002)
- Eduardo Rosa Mendes, pintor (1906 - 1983)
- Fernanda Assis, escultora (n. Vale da Pinta, 1945).
- Filipa Areosa, atriz (n. Santarém, 1990)
- Francisco Areosa, ator (n. Santarém, 1986).
- Francisco Gaia, pintor (n. Vale da Pinta).
- Francisco Valada, ciclista (n. 1941).
- Jorge Maltieira, pintor (1908 - 1994)
- José Maria Nicolau, ciclista (1908 - 1969).
- José Raposo, ator (n. Angola, 1963).
- José Tagarro, pintor (1901 - 1931).
- Júlio Augusto Marques, mestre de obras (1880-1950).
- Marcelino Mesquita, dramaturgo (1856 - 1919).
- Marco Chagas, ciclista (n. Pontével, 1956).
- Miguel Mascarenhas, atleta internacional (n. 1998).[43]
- Qwentin, banda de rock (n. 2003).
- Renato Silva, ciclista (n. 1976).
- Rui Silva, atleta olímpico (n. Santarém, 1977).

### Vultos ilustres radicados no Cartaxo
- João de Meneses (1460 - 1514), camareiro mor do príncipe D.João (D. João III)/ alcaide-mor do Cartaxo/ cavaleiro da ordem de Santiago/ capitão de Arzila, Tanger e Azamor - Cartaxo.
- Isabel de Mendanha, mulher de João Meneses/ senhora de Vale da Pinta, fundadora do Convento do Espírito Santo do Cartaxo (1525) - Cartaxo.
- Cristóvão Esteves de Espargosa, jurista/ conselheiro e desembargador de D. João III - Vale da Pinta.
- Luís Gonçalves de Proença, capelão do cardeal infante D. Afonso de Portugal - Vale da Pinta.
- Rui Telles de Menezes, conde de Unhão - Chavões.
- Elvira de Vilhena, condessa de Pontével - Pontével.
- Luís Teixeira de Sampaio (1789- 1865), 1º visconde de Cartaxo  - Vale da Pinta.
- Amílcar Ramada Curto, político/ advogado/ dramaturgo -  Vale da Pinta.
- Luís Teixeira de Sampaio, político/ ministro dos negócios estrangeiros PT - Vale da Pinta.
- João Maria Tudela, cantor/ ator português - Lapa.
- Manuel Jorge de Oliveira, cavaleiro tauromáquico.

### Presenças célebres no Cartaxo
- D. Afonso Henriques, monarca português, Batalha de Ourique - Vale da Pinta, Chãs de Ourique (local identificado com Vila Chã de Ourique) - incerto.
- D. Nuno Álvares Pereira, militar/condestável português - Ereira.
- D. Dinis, monarca português  - incerto.
- Santa Isabel de Aragão, rainha portuguesa, de passagem para Almoster - Cartaxo, Pontével, Vale da Pinta.
- Cristóvão Colombo, navegador de nacionalidade incerta, em visita a D. João II instalado nas Virtudes/Vale do Paraíso - Pontével.
- D. Pedro II, monarca português - Palácio dos Chavões.
- Junot, militar francês, Guerra Peninsular/Invasões Francesas - Cartaxo, Vale da Pinta.
- Wellington, militar britânico, Guerra Peninsular/Invasões Francesas - Cartaxo.
- D. Miguel, monarca português, Guerra Civil - Cartaxo.
- D. Pedro IV, monarca português, Guerra Civil - Cartaxo.
- Marechal Saldanha, militar português, em 1834, Guerra Civil/Batalha de Almoster - Cartaxo, Vale da Pinta.
- Franz Liszt, pianista e compositor húngaro, por intermédio da família Teixeira de Sampaio - Palácio dos Chavões - incerto.
- Almeida Garrett, poeta/dramaturgo português, em visita a Dâmaso Xavier dos Santos Leite (1770 – 1844) e Teixeira de Sampaio. Ilustrou tanto os dois homens como o Cartaxo nas Viagens na Minha Terra (1846) - Cartaxo, Vale da Pinta.
- D. Carlos I, monarca português, na inauguração da ponte Rainha D. Amélia em Porto de Muge - Valada.
- D. Manuel II, monarca português, por ocasião do terremoto de Benavente, em 1909.
- Óscar Carmona, militar português e Presidente da República.
- Oliveira Salazar, político português e Presidente do Conselho de Ministros, de visita a Teixeira de Sampaio - Vale da Pinta.
- Amália Rodrigues, fadista portuguesa, em concerto na praça de touros do Cartaxo.
- Ramalho Eanes, militar português e Presidente da República, na inauguração do novo edifício dos Paços do Concelho.
- Papa João Paulo II, 1982, de passagem pelo espaço ferroviário CP - Santana, Setil e Ponte do Reguengo.
- Mário Soares, político português e Presidente da República, em comício para as presidenciais - Cartaxo.
- Jorge Sampaio, político português e Presidente da República, em homenagem ao poder local, em 2004.
- Aníbal Cavaco Silva, político português e Presidente da República, na inauguração do Parque Central, em 2011.
- Samantha Fox, cantora britânica, concerto na Horta da Fonte - Cartaxo.
- Gabriel o Pensador, cantor brasileiro, concerto na discoteca Horta da Fonte - Cartaxo.